# Anacamptis champagneuxii
Espèce
Classification phylogénétique
Anacamptis champagneuxii (anciennement Orchis champagneuxii), l'Orchis de Champagneux, est une plante herbacée de la famille des Orchidacées.

## Caractéristiques
Très proche par son aspect général de Anacamptis picta, cette orchidée en diffère par son labelle au centre blanc non maculé et un éperon très long au sommet élargi,.
Hauteur : 10 à 30 cm.
Floraison : mars - juin.

## Répartition
Ouest-méditerranéenne : Provence, Languedoc, Portugal, Espagne, îles Baléares.